# دکتر کالیگاری (فیلم)
دکتر کالیگاری (انگلیسی: Dr. Caligari) فیلمی در ژانر علمی–تخیلی، نقیضه، و کمدی ترسناک است که در سال ۱۹۸۹ منتشر شد.